# Maria Aurora Salvagno
Maria Aurora Salvagno   (l'Alguer, 3 de març de 1986) és una velocista algueresa.
Va guanyar dues medalles d'or a nivell internacional amb l'equip de relleus 4x100 metres: el 2007 al Campionat Mundial d'Atletisme Militar d'Hyderabad (Índia), juntament amb Anita Pistone, Rita De Cesaris i Micol Cattaneo; i el 2009 a la XXV Universiada de Belgrad (Sèrbia), corrent amb Audrey Alloh, Doris Tomasini i Giulia Arcioni.
En la seva carrera, pot presumir d'un títol de campiona italiana absoluta en pista coberta als 60 metres llisos (2010), cinc títols de campiona nacional universitària als 100 metres llisos (2006, 2007, 2009, 2010, 2012) i vuit títols juvenils italians.

## Biografia

### 1998-2000: Debut i primers anys
Maria Aurora Salvagno va néixer en una família nombrosa d'11 membres (pare, mare, cinc germans, tres germanes i ella). Va començar a practicar l'atletisme el 1998, amb 12 anys, debutant en la categoria femenina (12-13 anys). L'any següent, competint per al club esportiu Gymnasium Atletica Alghero (l'entrenador del qual, Marco Ciccarella, la va dirigir des del 1998 fins al 2010), es va fer notar immediatament en córrer els 60 metres en 7"9 en la categoria femenina el 1999 a l'edat de 13 anys i els 80 metres a 9"8 en la categoria cadet el 2000 a l'edat de 14 anys. L'any 2000 va participar en el "Criterium nazionale cadetti/e" (una mena de campionat nacional per a la seva categoria) a Fano, quedant quarta en els 80 m i novena en el relleu 4x100 m.

### 2001-2002: primeres medalles juvenils nacionals i internacionals
El 2001, a Isernia, de nou en el critèrium nacional cadet, va guanyar la medalla de plata als 80 m i va quedar quarta en el relleu 4x100 m.
El 2002, es va incorporar al C.U.S. Sassari i va guanyar les seves primeres medalles tant a nivell nacional (bronze als 60 m en els campionats italians cadets de pista coberta i plata als 100 m en els campionats italians cadets a l'aire lliure) com a nivell internacional, guanyant dues medalles de plata en els 100 m i al relleu 4x100 m a la XII Gymnasiade celebrada a Caen, França.

### 2003-2005: primers títols nacionals juvenils i copa del món finlandesa
El 2003-2004, va guanyar cinc medalles d'or a la final nacional juvenil i una de plata: el 2003 als 60 m del campionat italià de cadets a pista coberta i als 200 m del campionat italià de cadets a l'aire lliure (juntament amb una plata en els 4x400 m relleus); el 2004, tres medalles d'or als 60 m del campionat italià juvenil a pista coberta, i després un doblet al campionat italià juvenil als 100 i 200 m. També el 2004, va ser sisena als 60 m dels campionats italians a pista coberta. El 2005, va guanyar quatre medalles, de tots els metalls, a nivell nacional: or als 60 m de la categoria de promeses i bronze als campionats absoluts, dues plates als 100 m tant a nivell juvenil amb les promeses com a nivell absolut .
El 2003 va guanyar la medalla d'or als 100 m als Jocs de les Illes Açores, a Portugal. També va participar en els Campionats Mundials d'Estudiants a Sherbrooke, Canadà: semifinal als 100. Finalment, al Festival Olímpic de la Joventut Europea de París (França), va ser setena en els 100 m i sisena als 4x100 m.
En competicions internacionals, el 2004 va competir en els Campionats Mundials Junior de Grosseto (Itàlia), on va arribar a la semifinal dels 100 m i va acabar sisena als 4x100 m.
El juny del 2005, va estar convocada amb l'equip de relleus 4x100 m per la 26a edició de la Copa d'Europa d'Atletisme celebrada a Florència (Itàlia), però no va competir. En els Campionats d'Europa Júnior de Kaunas (Lituània), va acabar setena als 100 m i quarta als 4x100 m. L'agost d'aquell mateix any, va participar en el relleu 4x100 m als Campionat del Món a l'aire lliure Hèlsinki (Finlàndia), on va acabar a les eliminatòries el 12 d'agost.

### 2006-2007: medalles a nivell juvenil i absolut
Durant els primers mesos de 2006, va tenir alguns problemes físics que li van impedir participar en la temporada de pista coberta, per la qual cosa no va participar en les proves d'hivern. La primavera de 2006 va obtenir la doble afiliació al Centre Sportivo dell'Aeronautica Militare i al C.U.S. Sàsser. La temporada a l'aire lliure d'aquell mateix any, va guanyar tres medalles als 100 m, totes en diferents materials: bronze al Campionat Absolut d'Itàlia, or al Campionat Universitari i plata a la categoria Promesa. De nou el 2006, als 200 m del Campionat Absolut, es va aturar a la eliminatòria i després als Campionats Universitaris va ser cinquena als 200 m i sisena als 4x100 m; finalment, va quedar en la quarta posició als 200 m als Campionats Promesse.
El 2007, va ser cinquena als 60 m a pista coberta i va guanyar cinc medalles en tots els metalls: tres medalles d'or, dues en els campionats italians prometedors (60 i 100 m) i una en els campionats nacionals universitaris (100 m), una medalla de plata als campionats italians absoluts (100 m) i una medalla de bronze als campionats universitaris (200 m). També el 2007, als campionats absoluts a l'aire lliure, va ser quarta als 200 m.
El mateix any, a nivell internacional, va guanyar l'or amb els relleus 4x100 m als Jocs Mundials Militars a Hyderabad (Índia) i va quedar primera en els relleus 4x100 m en la Primera Lliga de la Copa d'Europa celebrada a Milà (Itàlia); al Campionat d'Europa sub 23 de Debrecen a Hongria va acabar vuitena en els 100m i quarta en els 4x100 m. També a la Universiada de Bangkok a Tailàndia va acabar setena en els 100 m i cinquena als 4x100 m.

### 2008-2010: Jocs Olímpics xinesos, rècords, títol general i Copa del Món de Qatar
Durant els primers mesos de 2008, va tenir alguns problemes físics que li van impedir competir en la temporada de pista coberta, per la qual cosa no va poder participar en les proves d'hivern. La temporada a l'aire lliure d'aquell mateix any, va guanyar la plata als 100 m en la categoria de promeses italianes, mentre que no va competir en la final dels 200 m. El 2008, no va participar en els campionats nacionals universitaris a Pisa. El 9 de juliol de 2008, durant la 22a edició del Memorial "Paolo Delogu" a Nuoro, va establir una marca personal als 200 m, corrent la distància en 24"13. En els campionats absoluts a l'aire lliure d'aquell mateix any, va quedar sisena als 100 m i, a la final, sense participar, en els 200 m.
El 2008, va estar molt a prop de participar en els Jocs Olímpics de Pequín; era gairebé segur que participaria com a cinquena integrant de l'equip de relleus de 4x100 m, però després de la final de la prova individual de 100 m als campionats absoluts italians de Càller, el seleccionador Nicola Silvaggi va triar Martina Giovanetti, que va acabar tercera, per davant de Salvagno, que va acabar sisena.
En la Copa d'Europa d'Annecy (França), va ser sisena en la sèrie extra de 100 m.
El 2009, va guanyar quatre medalles en els campionats nacionals: plata als 60 m als campionats italians absoluts a pista coberta, dos als campionats nacionals universitaris (or als 100 m i plata als 200 m) i, finalment, bronze als 100 m en els campionats italians absoluts a l'aire lliure; als 200 m, també als campionats absoluts a l'aire lliure, estava inscrita però no va competir. La seva millor marca personal, als 60 metres (7"34), que va córrer el 7 de març de 2009, la situa al 6è lloc de la general dels campionats italians, juntament amb Rita Bottiglieri i Vincenza Calì.
En els Campionats Europeus a Pista Coberta de Torí (Itàlia), va ser vuitena als 60 metres. La seva carrera de 43"66 a Leiria, Portugal, el 21 de juny de 2009 a la Superlliga de la Copa d'Europa amb l'equip de relleus 4x100 m (Pistone-Salvagno-Arcioni-Alloh) va ser el vuitè millor temps en la distància a Itàlia, mentre que va ser plata als 100 m en la seva sèrie. L'1 de juliol de 2009, a Pescara, als XVI Jocs Mediterranis, va establir una marca personal als 100 m cobrint la distància en 11"50 i després va acabar sisena a la final. També va participar en els Campionats Mundials Militars de Sofia (Bulgària), on va quedar quarta als 100 metres.
També el 2009, va guanyar tres medalles a nivell internacional: dos amb l'equip de relleus 4x100 m, plata als Jocs Mediterranis de Pescara (Itàlia) i or a la XXV Universiada de Belgrad (Sèrbia) (on va ser quarta als 100 m), i una de plata als 60 m a la Copa del Món Militar a Pista Coberta d'Atenes (Grècia).
El 2010, va guanyar el seu primer, i fins ara únic, títol general italià: el 28 de febrer del 2010, a Ancona, va guanyar la final nacional dels 60 m en pista coberta; al març del mateix any, va participar en els Campionats Mundials en Pista Coberta de Doha (Qatar) i va ser eliminada a les semifinals. El 26 d'abril de 2010, en córrer els 80 m en un temps de 9"57 al XIV Trofeu Província de Sassari, va establir un nou rècord general italià, millor que el de Daniela Graglia (9"61 establert l'1 de maig de 2007), però mai no va ser aprovat. El maig del 2010, a Campobasso, va guanyar la medalla d'or als campionats nacionals universitaris de 100 m. Aquell mateix any, va ser setena als 100 m en els campionats del món a l'aire lliure.
En la Superlliga dels Campionats Europeus de Nacions de Bergen (Noruega), va ser setena en els 4x100 metres.

### 2011-2016: absència de la universitat i l'absoluta, els fracassos, la tornada a l'absoluta
Des del 2011 té doble afiliació al Centre Esportiu de l'Exèrcit de l'Aire i al CUS de Bari. El seu grau militar a l'Exèrcit de l'Aire és el de Primer Aviador.
El 2011, va guanyar la medalla de plata als campionats nacionals absoluts a pista coberta en els 60 m i va quedar sisena a la final dels 100 m en els campionats nacionals absoluts. El maig d'aquell mateix any, encara que estava entre les participants als 100 i 200 metres, no va córrer en cap de les dues proves del Campionat Nacional Universitari celebrat a Torí.
En esdeveniments internacionals el 2011, va competir a Rio de Janeiro al Brasil als Jocs Mundials Militars: semifinal als 200 m i quart lloc en els 4x100 m; a la Superlliga dels Campionats Europeus de Nacions de Suècia a Estocolm va quedar desena en els 4x100 m.
El 2012, no va participar ni en els campionats italians de pista coberta ni els d'atletisme. Aquell mateix any, va guanyar la medalla d'or als 100 m en els campionats nacionals universitaris, però no va competir als 200 m, encara que estava entre les participants.
El 2013, va quedar cinquena als 60 m en els campionats de pista coberta, no va participar en la final dels 100 m en els campionats universitaris i no va competir als 200 m, encara que estava entre les participants; finalment, no va passar de la sèria als 100 m dels campionats a l'aire lliure.
Després d'un any i mig d'absència als campionats del món (última participació en els de Milà a l'aire lliure el 2013), va tornar als de Pàdua a pista coberta el 2015, on va arribar a la final dels 60 m acabant en vuitè lloc; als mundials a l'aire lliure de Torí, no va passar de la sèria de 100 m.
El març de 2016 va participar en els campionats d'Itàlia absoluts en pista coberta a Ancona i va ser desqualificada en els 60 m.

## Vida privada
El 9 d'octubre del 2010, a l'església de la localitat algueresa de Maristel·la, es va casar amb l'atleta apulenc Luca Ceglie. Tots dos són membres del Centre Sportivo dell'Aeronautica Militare i del CUS Bari. Després de mudar-se a Bari, on viu des del 2010, és entrenada pel seu marit.

## Rècords nacionals

### Juniors
- 55 metres llisos indoor: 7"08 ( Florència, 31 de gener 2004)[17]

### Aleví
- 100 iardes: 11"22 ( Mondovì, 1 de maig 2003)[18]

## Progressió

### 60 metres llisos interiors
| Any  | Temps | Lloc   | Data      | Ranq. Mund. |
| ---- | ----- | ------ | --------- | ----------- |
| 2015 | 7"61  | Pàdua  | 22-2-2015 |             |
| 2014 | 7"72  | Ancona | 5-2-2014  |             |
| 2013 | 7"47  | Roma   | 13-1-2013 | 242ª        |
| 2012 | 7"53  | Roma   | 29-1-2012 |             |
| 2011 | 7"48  | Ancona | 20-2-2011 | 237ª        |
| 2010 | 7"37  | Ancona | 28-2-2010 | 111ª        |
| 2009 | 7"34  | Torí   | 7-3-2009  | 77ª         |
| 2007 | 7"43  | Ancona | 28-1-2007 | 144ª        |
| 2005 | 7"49  | Ancona | 19-2-2005 | 217ª        |
| 2004 | 7"55  | Ancona | 7-2-2004  | 318ª        |
| 2003 | 7"66  | Ancona | 1-2-2003  | 560ª        |
| 2002 | 7"78  | Ancona | 2-2-2002  |             |

### 100 metres llisos
| Any  | Temps | Lloc       | Data      | Ranq. Mund. |
| ---- | ----- | ---------- | --------- | ----------- |
| 2015 | 12"02 | Torí       | 25-7-2015 |             |
| 2014 | 12"13 | Isernia    | 30-8-2014 |             |
| 2013 | 11"82 | Gavardo    | 19-5-2013 | 705ª        |
| 2012 | 11"73 | Messina    | 26-5-2012 | 536ª        |
| 2011 | 11"65 | Donnas     | 3-7-2011  | 338ª        |
| 2010 | 11"60 | Nuoro      | 14-7-2010 | 262ª        |
| 2009 | 11"50 | Pescara    | 1-7-2009  | 178ª        |
| 2008 | 11"66 | Càller     | 19-7-2008 | 377ª        |
| 2007 | 11"57 | Debrecen   | 12-7-2007 | 249ª        |
| 2006 | 11"54 | Avezzano   | 20-8-2006 | 194ª        |
| 2005 | 11"73 | Brixen     | 25-6-2005 | 405ª        |
| 2004 | 11"83 | Rieti      | 11-6-2004 | 587ª        |
| 2003 | 11"98 | Sherbrooke | 10-7-2003 | 851ª        |
| 2002 | 12"11 | Caen       | 1-6-2002  |             |
| 2001 | 12"47 | Gorizia    | 10-6-2001 |             |

### 200 metres llisos
| Any  | Temps | Lloc     | Data      | Ranq. Mund. |
| ---- | ----- | -------- | --------- | ----------- |
| 2015 | 24"95 | Isernia  | 29-8-2015 |             |
| 2013 | 24"72 | Bari     | 5-5-2013  |             |
| 2012 | 24"58 | Frascati | 20-6-2012 |             |
| 2011 | 24"40 | Arzana   | 30-7-2011 | 1 001ª      |
| 2010 | 24"46 | Sàsser   | 15-7-2010 | 1 069ª      |
| 2009 | 24"34 | Sàsser   | 11-9-2009 | 894ª        |
| 2008 | 24"13 | Nuoro    | 9-7-2008  | 665ª        |
| 2007 | 24"25 | Brixen   | 17-6-2007 | 733ª        |
| 2006 | 24"14 | Rieti    | 23-7-2006 | 582ª        |
| 2005 | 24"90 | Càller   | 15-5-2005 | 1 518ª      |
| 2004 | 24"57 | Rieti    | 12-6-2004 |             |
| 2003 | 24"70 | Sassari  | 1-6-2003  |             |

## Palmarès
| Ant  | Esdeveniment                            | Seu            | Disciplina   | Resultat     | Temps   | Ref    |
| ---- | --------------------------------------- | -------------- | ------------ | ------------ | ------- | ------ |
| 2002 | Gimnasiada                              | Caen           | 100 m llisos | 2            | 12"18   |        |
| 2002 | Gimnasiada                              | Caen           | Relleu suec  | 2            | 2'10"63 | [ 19 ] |
| 2003 | Jocs de les Illes (COJI)                | Açores         | 100 m llisos | 1            | 12"06   | [ 20 ] |
| 2003 | Mundial d'atletisme sub-18              | Sherbrooke     | 100 m llisos | Semifinal    | 12"06   | [ 21 ] |
| 2003 | Mundial d'atletisme sub-18              | Sherbrooke     | Relleu suec  | Eliminatòria | 2'14"61 | [ 22 ] |
| 2003 | Festival Olímpic de la Joventut Europea | París          | 200 m llisos | 7ª           | 24"85   |        |
| 2003 | Festival Olímpic de la Joventut Europea | París          | 4x100 m      | 6ª           | 47"40   | [ 23 ] |
| 2004 | Mundial d'atletisme sub-20              | Grosseto       | 100 m llisos | Semifinal    | 11"88   |        |
| 2004 | Mundial d'atletisme sub-20              | Grosseto       | 4×100 m      | 6ª           | 45"19   | [ 24 ] |
| 2005 | Europeu juniors                         | Kaunas         | 100 m llisos | 7ª           | 11"96   | [ 25 ] |
| 2005 | Europeu juniors                         | Kaunas         | 4×100 m      | 4ª           | 44"81   | [ 26 ] |
| 2005 | Mundial d'Atletisme                     | Hèlsinki       | 4×100 m      | Eliminatòria | 44"03   | [ 27 ] |
| 2007 | Europeu sub-23                          | Debrecen       | 100 m llisos | 8ª           | 11"89   | [ 28 ] |
| 2007 | Europeu sub-23                          | Debrecen       | 4×100 m      | 4ª           | 44"08   | [ 29 ] |
| 2007 | Universiada                             | Bangkok        | 100 m llisos | 7ª           | 11"73   | [ 30 ] |
| 2007 | Universiada                             | Bangkok        | 4×100 m      | 5ª           | 44"71   |        |
| 2007 | Jocs Mundials Militars                  | Hyderabad      | 4×100 m      | 1            | 44"97   |        |
| 2009 | Campionat europeu indoor                | Torí           | 60 m llisos  | 8ª           | 7"43    | [ 31 ] |
| 2009 | Mundial militar                         | Sofia          | 100 m llisos | 4ª           | 11"65   |        |
| 2009 | Jocs Mediterranis                       | Pescara        | 100 m llisos | 6ª           | 11"61   | [ 32 ] |
| 2009 | Jocs Mediterranis                       | Pescara        | 4×100 m      | 2            | 43"86   |        |
| 2009 | Universiada                             | Belgrad        | 100 m llisos | 4ª           | 11"55   |        |
| 2009 | Universiada                             | Belgrad        | 4×100 m      | 1            | 43"83   |        |
| 2010 | Mundial d'Atletisme indoor              | Doha           | 60 m llisos  | Semifinal    | 7"49    | [ 33 ] |
| 2011 | Jocs Mundials Militars                  | Rio de Janeiro | 200 m llisos | Semifinal    | 24"68   | [ 34 ] |
| 2011 | Jocs Mundials Militars                  | Rio de Janeiro | 4×100 m      | 4ª           | 45"08   | [ 35 ] |

## Campionats Nacionals
- 1 cop campiona dels 60 m en pista coberta (2010)
- 1 cop campiona dels 60 m en pista coberta (2007)
- 1 cop campiona dels 100 m promeses (2007)
- 2 vegades campiona júnior de 60 m en pista coberta (2004 i 2005)
- 1 cop campiona júnior als 100 m (2004)
- 1 cop campiona junior de 200 m (2004)
- 1 cop campiona júnior als 200 m (2003)
- 1 cop campiona júnior en pista coberta als 60 m (2003)
- 5 vegades campiona universitari dels 100 m (2006, 2007, 2009, 2010, 2012)

## Premis i reconeixements
- El 14 de novembre de 2007 va rebre el Premi del Grupo Sportivo Arma Azzurra al Saló d'Honor del CONI de Roma, per la medalla d'or obtinguda en els 4×100 metres relleus en el XLII Campionat del Món Militar celebrat a Hyderabad a l'Índia l'octubre.[36]
- El 27 de desembre de 2009 a Sàsser va rebre el Premio Crono, atorgat cada dos anys per l'Associació de Cronometradors.[37]
- El 7 de febrer de 2010, a Ancona, rep el Premio Klass Meeting al millor resultat tècnic de la trobada.[38]
- L'11 d'octubre de 2010 va rebre, al Teatre Cívic de SàsserSàsser el premi anomenat Il CONI premia le Eccellenze dello Sport.[39]